# Южноафрикански дългоног
Южноафриканският дългоног (Pedetes capensis) е вид бозайник от семейство Дългокраки гризачи (Pedetidae).

## Разпространение и местообитание
Разпространен е в Ангола, Замбия, Зимбабве, Демократична република Конго, Мозамбик, Намибия и Южна Африка.